# Esclareol
L'esclareol és un compost que es troba a la sàlvia romana (Salvia sclarea), de la qual se'n deriva el seu nom. Es classifica com un alcohol diterpè bicíclic. Es tracta d'un sòlid de color ambre amb una olor dolça i balsàmica.
L'esclareol s'utilitza com a fragància en productes de cosmètica i com a aroma en aliments.
L'esclareol és capaç de matar cèl·lules leucèmiques humanes i cèl·lules canceroses del còlon per apoptosi.